# Ammophila proxima
Ammophila proxima är en biart som först beskrevs av Frederick Smith 1856.
Ammophila proxima ingår i släktet Ammophila och familjen grävsteklar. Inga underarter finns listade i Catalogue of Life.